# 石原実
石原 実（いしはら みのる、1967年10月5日 - ）は、神奈川県鎌倉市出身の実業家。いちご株式会社取締役執行役副社長兼COO。
同社のスポーツ事業及び宮崎県関係事業に多く関わる。

## 略歴
青山学院大学を卒業後、間組（現・安藤・間）に入社し、建設現場における施工管理に従事。2007年5月1日にいちご株式会社に入社。グループの管理業務全般を統括し、東証一部上場のためのガバナンス基盤を構築するとともに、松戸南部市場（千葉県）、宮交シティ（宮崎県）、ノルベサ（北海道）、ホテル・イル・パラッツォ（福岡県）、THE KNOT（東京都、神奈川県、北海道、広島県）等の地方商業施設やホテル案件等の再生等を指揮する。
2011年にいちご株式会社の副社長に就任し、グループの保有・運用物件の「心築」、テナントダイレクト営業、コンバージョンや省エネ化などのエンジニアリング、地方創生案件、不動産IT化等、不動産事業の変革・進化への挑戦を推進している。
宮交シティに関与して以降宮崎県との付き合いが深く、2021年10月には、不動産を活用した新規事業として、ソラシドエア、旭化成と連携して、空陸一貫高速小口貨物輸送という新たな食インフラを整備した。
その一方で、いちごのCSR活動にも取り組んでおり、三宅宏実の入社を機にウェイトリフティング部の創設（2008年創部）に携わり部長に就任、他にもライフル射撃部（2013年創部）・陸上部（2016年創部）・テニス部（2023年創部）の部長兼監督を務めている。
2023年12月13日付けで日本プロサッカーリーグ（Jリーグ）・テゲバジャーロ宮崎の全株式を宮交シティが取得し、テゲバジャーロ宮崎の代表取締役会長へ就任する事が発表された。

## 人物
好きな言葉は「一期一会」。いちごスポーツサイトにて石原は、「一期一会という禅の言葉を、有馬禅僧が監修なさった禅語辞典で調べると、人生は出生から死に至るまで、その一瞬一瞬は繰り返されることはなく、この無常の世界を、油断なく精一杯の充実した生き方が人間に課せられた重要課題である、とあります。今を、一生の最期、これは生涯に一度限りであると考え、出来る限りを尽くしたいと思います。」と語っている。
農業支援事業として、スマートビニールハウスの展開、宮崎県や神奈川県において地産地消型商業施設を展開。「都市近郊農業の生産性の向上を通して所得増、地産地消、自給率の向上など、日本の農家とその地域全体の持続可能性を高めること、それが私たちの願いです。」とコメントした。
事業活動において共生社会の実現に向けた取り組みに注力しており、宮崎大学の小児がん支援団体組織「宮崎ひまわりキャンプ」などの活動を支えている。「いちごはひまわりキャンプの活動を全面的に支援している。いちごの役職員もひまわりキャンプの活動を誇りに思ってくれている。ひまわりキャンプのホームページを見たり、宮崎大学の取り組みに関心を持ってくれている方も増えている。宮崎での取り組みを他県にも少しずつではあるが展開している。全国の患者様や保護者様のためになればと思っている。社会は一つ。皆が認め合い助け合う社会を実現するために、われわれがお役に立てるテーマとして、病気と闘う次代のこどもたちの成長を支援し、看病に大変なご家庭の環境や経済的負担を軽減していきたい。事業を通じてサステナブルな社会とすることがいちごの使命であり、こうした取り組みを地域の皆様とともに、事業と絡め循環していくようにしていく。」石原はこう語った。

## リンク
- 宮交シティ　プロフィール
- 宮崎サンシャインFM
- 松戸南部市場　会社概要
- 博多ホテルズ　会社概要
- UNITED SPORTS FOUNDATION（ユナイテッド・スポーツ・ファウンデーション）「リーダーたちの未来図|USFのパートナー」
- 事務所移転時の敷金を半額に「保証金半額くん」スペシャル対談：いちご株式会社・石原実 氏×日本商業不動産保証・豊岡順也
- いちごウエイトリフティング部メンバー紹介
- いちご陸上部メンバー紹介
- いちごブランドホテル THE KNOT
- 宮崎のスマートビニールハウス　IoT技術を活用し、若い農家の夢を支援：Ichigo in the Community
- こどもたちの笑顔をつなぐ　「共生社会」の実現に向けて：Ichigo in the Community
- 井上康生さんら初代「宮崎ぎょうざ大使」に　消費量日本一目指しエール送る
- 餃子大使就任メッセージ